# 沈寨镇
沈寨乡，是中华人民共和国河南省驻马店市遂平县下辖的一个乡镇级行政单位。

## 行政区划
沈寨乡下辖以下地区：
沈寨村、高庄村、和店村、老庄村、雷王庙村、刘阁村、罗池坑村、神沟庙村、岗赵村、沈庄村、双楼村、田堂村、魏庄村、吴楼村、小寨村、徐庄村、杨楼村、远城村、张赵庄村、砖桥村和薜庄村。